# Psittocythere psitta
Psittocythere psitta är en kräftdjursart som beskrevs av Hobbs och Walton 1975. Psittocythere psitta ingår i släktet Psittocythere och familjen Entocytheridae. Inga underarter finns listade i Catalogue of Life.